# Hyazinthen

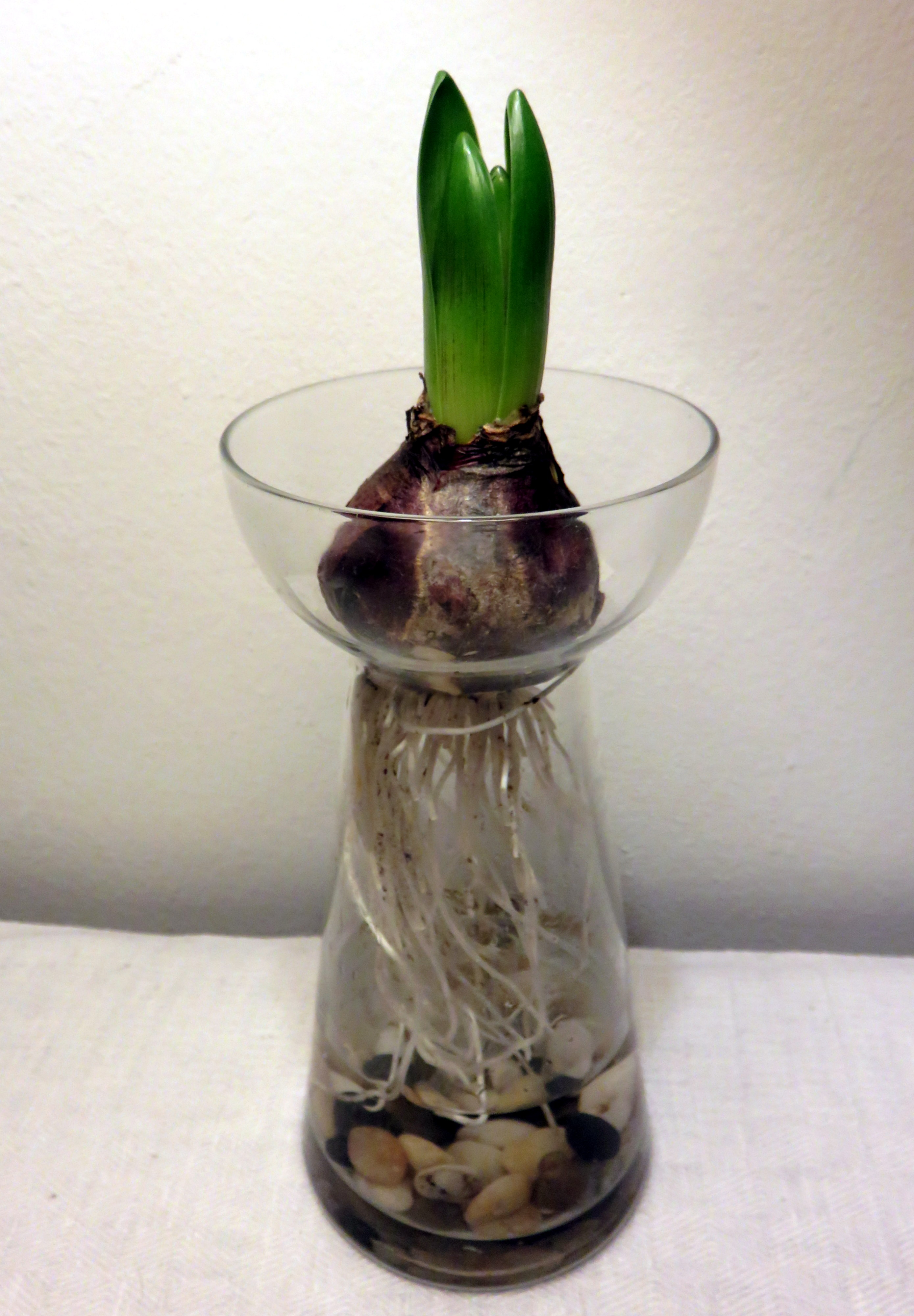
Anzucht im Hyazinthen-Glas

Die Hyazinthen (Hyacinthus) bilden eine Pflanzengattung in der Familie der Spargelgewächse (Asparagaceae). In der Vergangenheit wurden sie zu den Liliengewächsen (Liliaceae) gezählt. Die Gattung besteht aus drei Arten, die im Frühjahr blühen. Ihre Heimat befindet sich im Orient. Die heute bekannten, dekorativen und duftenden Sorten sind Nachfahren von Hyacinthus orientalis, der Typusart der Gattung. Die Hyazinthe wurde im 16. Jahrhundert als Zierpflanze in Europa eingeführt.
Seit dem 18. Jahrhundert entstanden durch intensive Kreuzung und Selektion viele neue Sorten mit großen Blüten und in zahlreichen Farben (weiß, gelb, rot und rosa in verschiedenen Schattierungen, blau, violett und blau bis fast schwarz).

## Beschreibung
Hyacinthus-Arten sind ausdauernde krautige Pflanzen. Die Zwiebeln dieser Geophyten sind gedrungen und von fleischigen Schuppen umgeben. Die glänzend grünen Laubblätter, die gleichzeitig mit den Blüten erscheinen, sind schmal und streifenartig.
Die Blüten drängen sich auf kurzen traubigen Blütenständen. Die vergleichsweise kurz gestielten Blüten sind zwittrig, dreizählig und duften durchdringend süß. Die sechs gleichgestaltigen Blütenblätter sind auf 2⁄5 bis 2⁄3 ihrer Länge röhrig verwachsen; der freie Teil ist zurückgebogen. Die Griffel sind kurz. Die Blütezeit reicht von März bis April.
Es werden Kapselfrüchte gebildet. Die kugeligen Samen sind schwärzlich braun.
Die Chromosomenzahl beträgt 2n = 16, 18.

## Name
Der Name entstammt der griechischen Mythologie. Nach einer Version wurde der schöne Jüngling Hyakinthos (altgriechisch Ὑάκινθος) versehentlich von seinem Liebhaber, dem Gott Apollon, durch einen Diskus getötet. Aus Trauer darüber verwandelte Apollo die Blutstropfen in Blumen.

## Vorkommen
Das Areal der Hyazinthen reicht vom Nahen Osten bis nach Süd-Turkmenistan und Nordost-Iran.

## Arten
Die Gattung der Hyazinthen  umfasst folgende Arten:
- Hyacinthus litwinovii Czerniak.: Die Heimat ist Turkmenistan und der nördliche Iran.
- Gartenhyazinthe (Hyacinthus orientalis L.): Die Heimat reicht von der südlichen Türkei bis Israel; mit den Unterarten:
  - Hyacinthus orientalis subsp. orientalis
  - Hyacinthus orientalis subsp. chionophilus Wendelbo: Die Heimat ist die Türkei.
- Hyacinthus transcaspicus Litv.: Die Heimat ist Turkmenistan und der nordwestliche Iran.

## Galerie

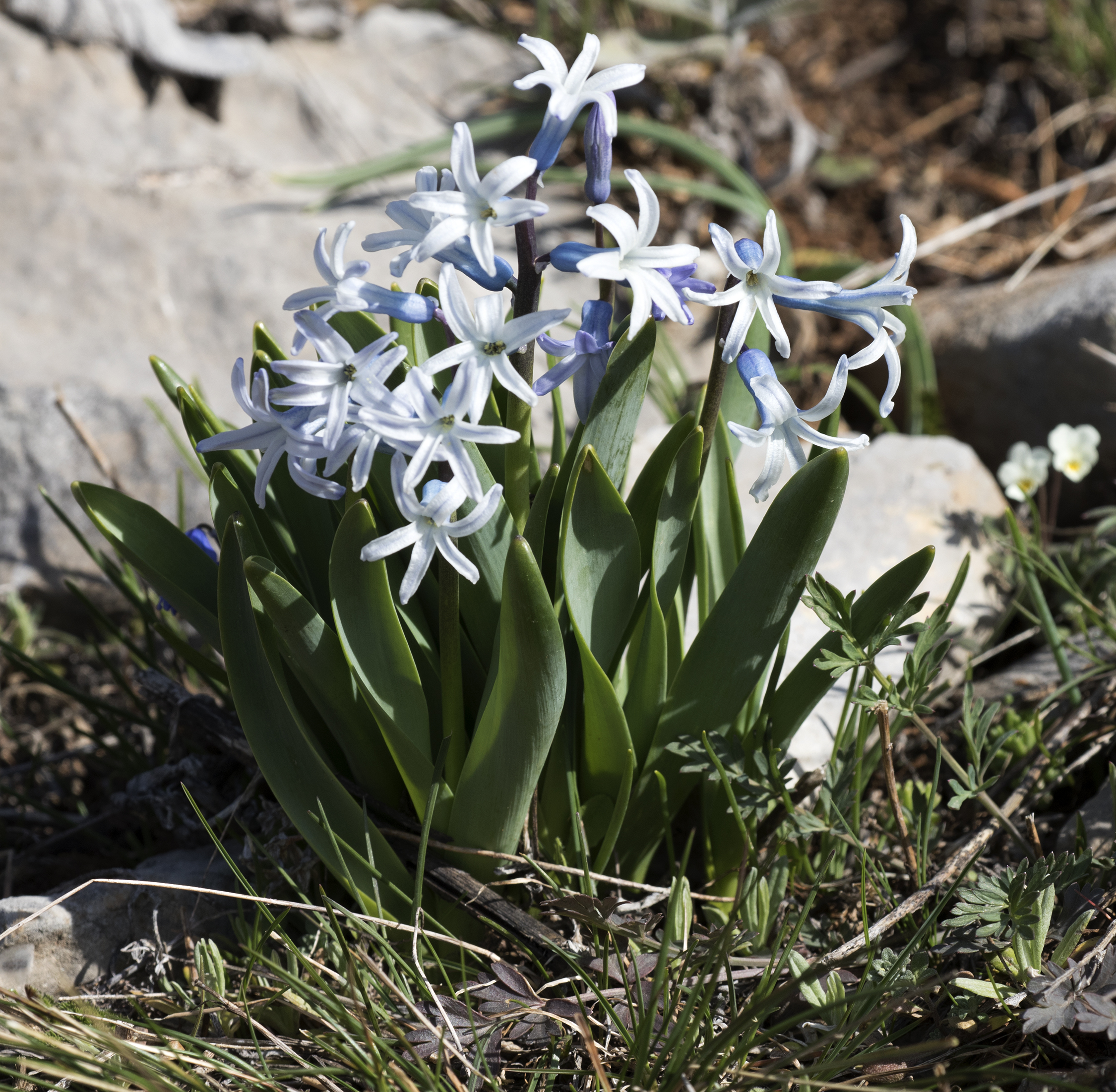
Hyazinthe (Wildform) bei Adana (Türkei)
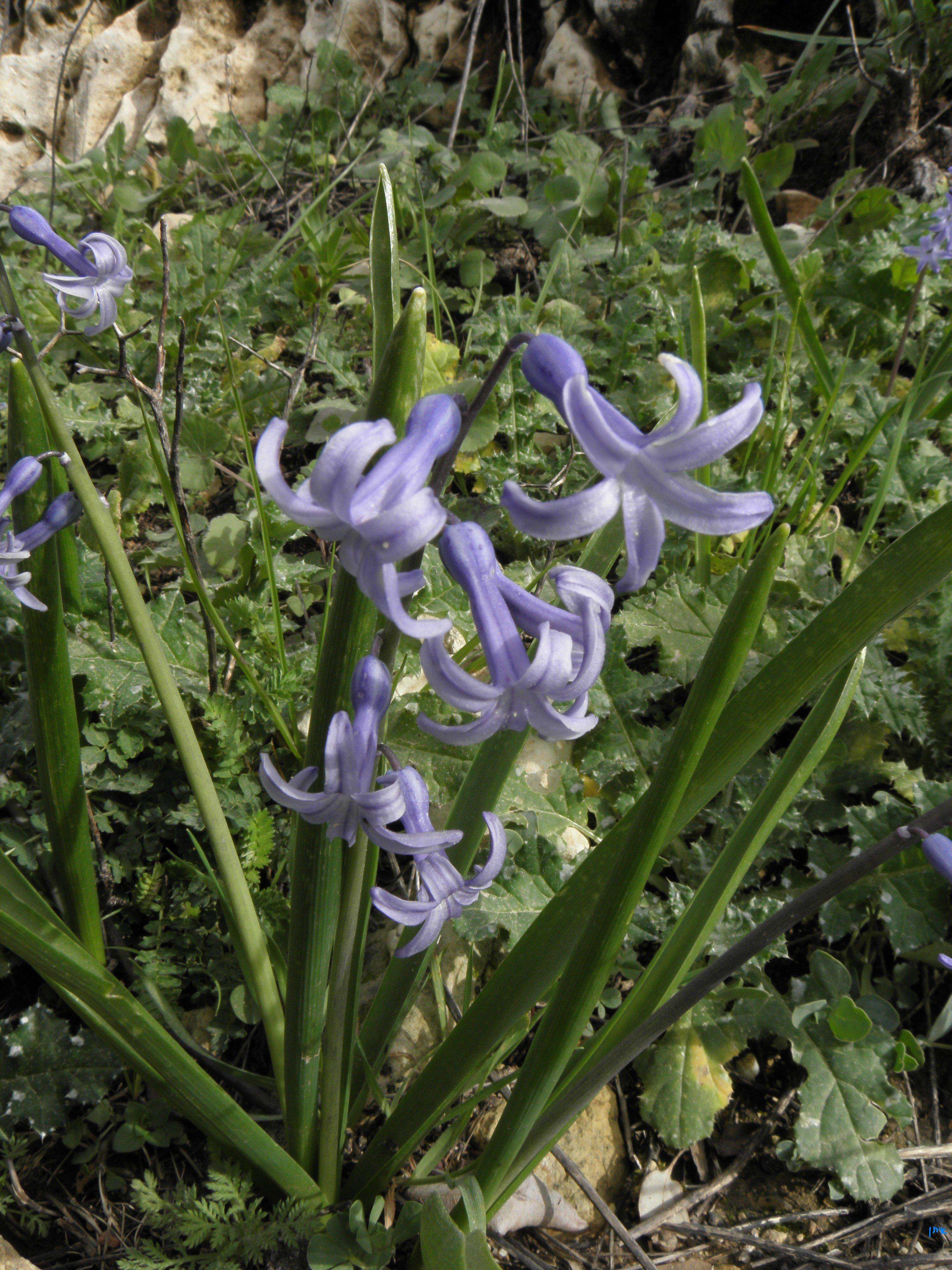
Hyazinthe (Wildform) in Galiläa (Israel)
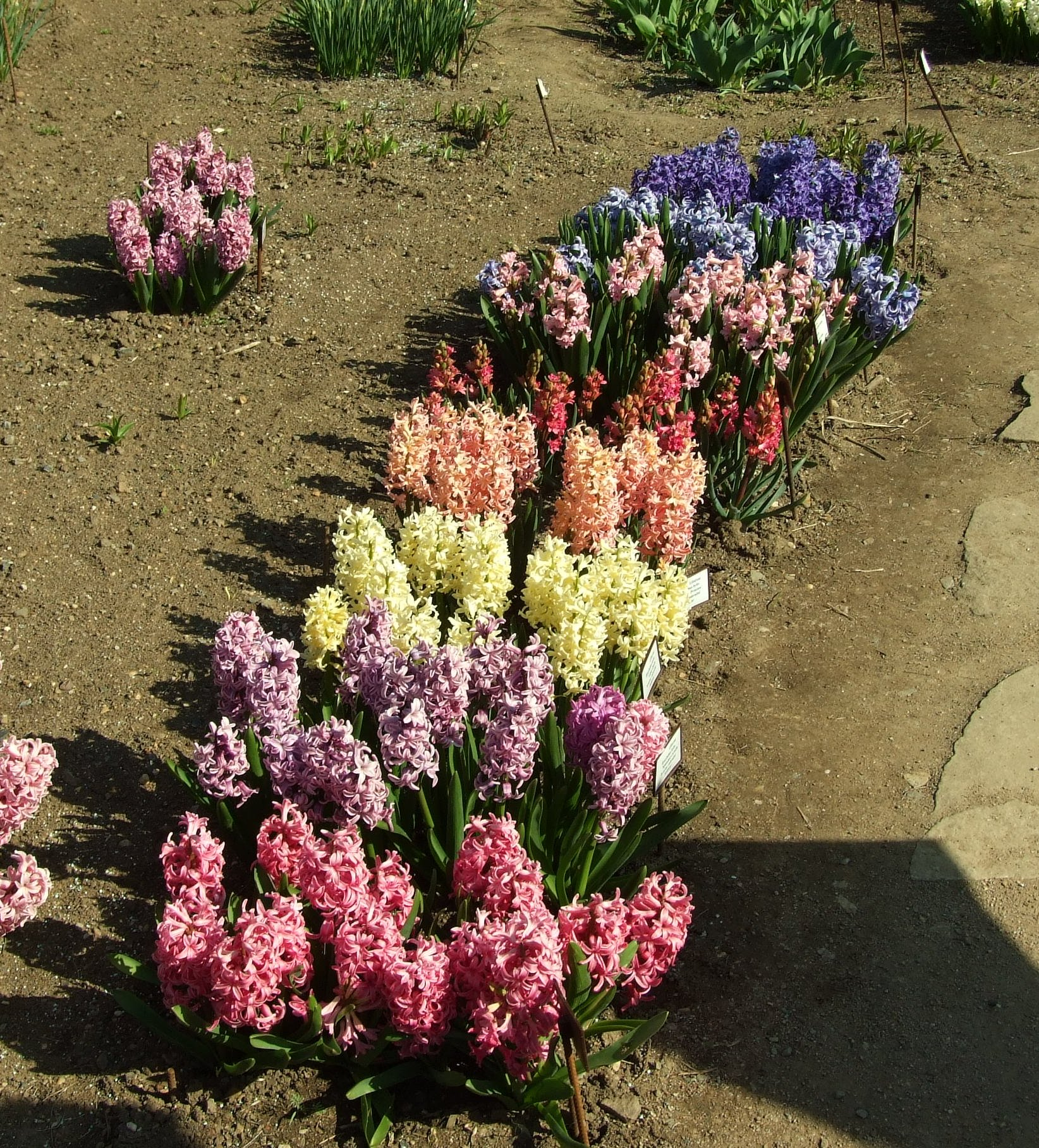
Kollektion von Züchtungen im Botanischen Garten Prag (2010)
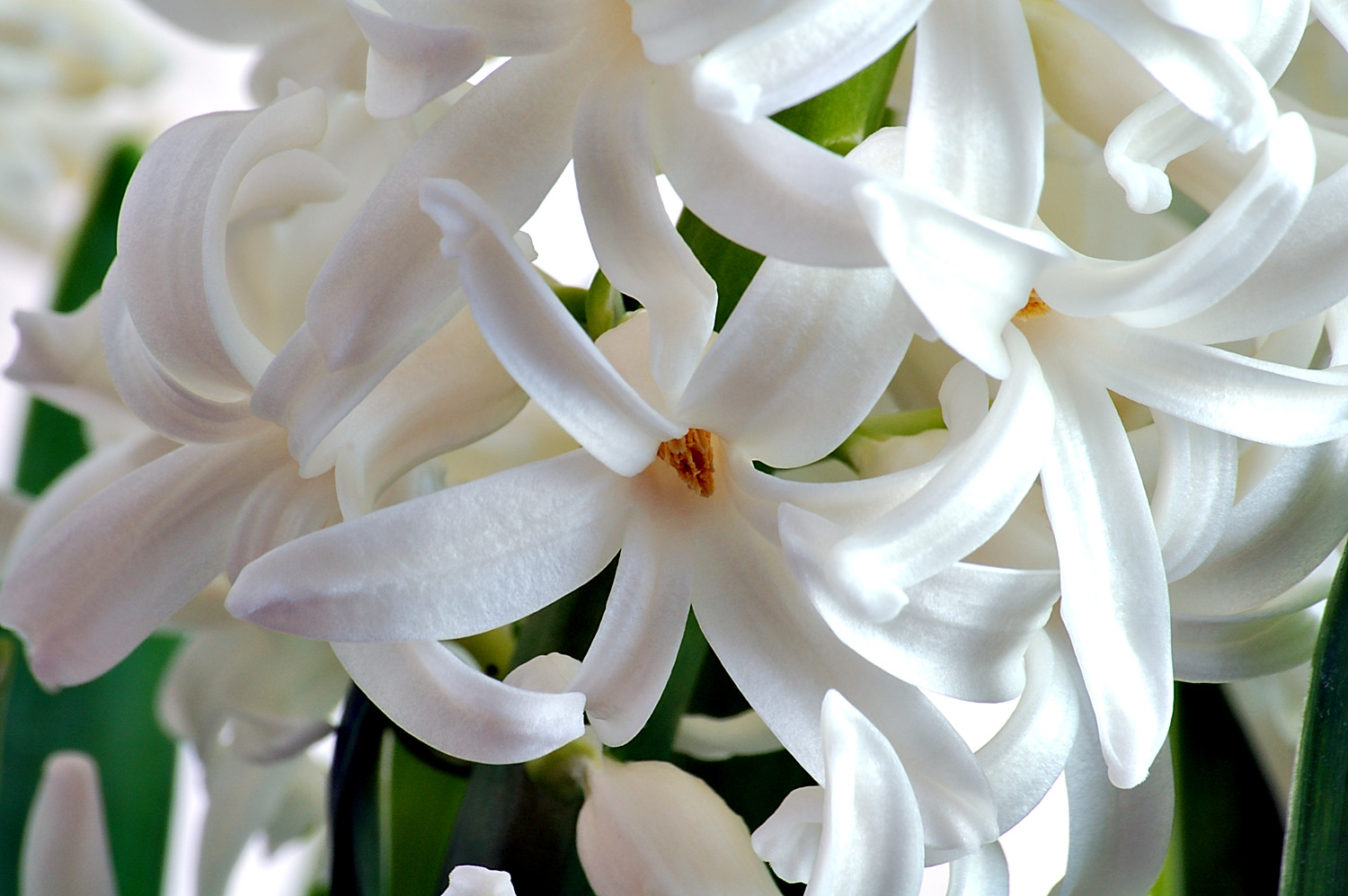
Blütendetails

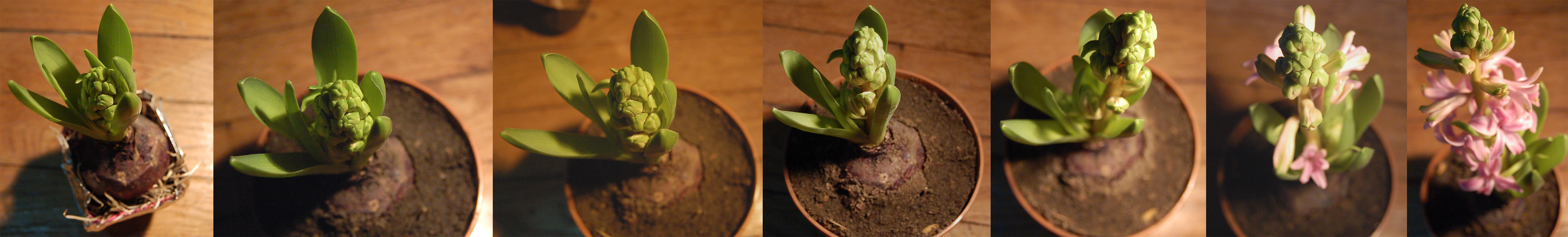
Entwicklung eines Blütenstandes